# S. D. Prajwal Dev
S. D. Prajwal Dev (* 27. Mai 1996 in Mysuru) ist ein indischer Tennisspieler.

## Karriere
Zwischen 2010 und 2014 spielte Dev einige Matches auf der ITF Junior Tour. Dabei nahm er aber vor allem an Turnieren der niedrigsten Kategorien teil, er gewann im Doppel ein Turnier der Grade 5. In der Junioren-Rangliste erreichte er mit Platz 398 seine höchste Notierung.
Bei den Profis spielte Dev ab 2015 erste Turniere der ITF Future Tour. Im Einzel sammelte er dort erste Punkte für die Tennisweltrangliste. Erst vier Jahre später stand er in einem Future im Halbfinale und kam dadurch erstmals in die Top 1000, während er im Doppel seinen ersten Titel gewann und in die Top 700 einzog. Im Einzel zog er erst 2022 das erste Mal in ein Future-Finale ein, was ihm im selben Jahr sowie 2023 erneut gelang, einen Titel gewann er dabei nicht. Sein Karrierehoch von Platz 616 erzielte er Ende 2023. Im Doppel war Dev deutlich erfolgreicher: 2022 gewann er zunächst seinen zweiten Titel, bevor er 2023 sechs weitere Futures gewann. An Turnieren der ATP Challenger Tour nahm Dev nur selten teil. Der größten Erfolg dort gelang ihm bei seiner fünften Teilnahme auf diesem Niveau in Astana. Zusammen mit Niki Kaliyanda Poonacha gewannen sie das Turnier und setzten sich im Finale gegen die Setzlistenersten Toshihide Matsui und Kaito Uesugi in zwei Sätzen durch. Im November 2023 erreichte Dev Platz 306 der Doppel-Rangliste.

## Erfolge
| Legende (Anzahl der Siege) |
| Grand Slam                 |
| ATP Finals                 |
| ATP Tour Masters 1000      |
| ATP Tour 500               |
| ATP Tour 250               |
| ATP Challenger Tour (1)    |

### Doppel

#### Turniersiege
| Nr. | Datum         | Turnier | Belag     | Partner                 | Finalgegner                   | Ergebnis  |
| --- | ------------- | ------- | --------- | ----------------------- | ----------------------------- | --------- |
| 1.  | 29. Juli 2023 | Astana  | Hartplatz | Niki Kaliyanda Poonacha | Toshihide Matsui Kaito Uesugi | 6:3, 7:64 |